# Arató András (újságíró)
Arató András (Komandó, 1913. július 18. – Nagyvárad, 1945. május 14.) költő, újságíró.

## Életútja
Újságírói pályafutását nagyváradi lapoknál kezdte, ezután a Kolozsvári Független Újság, a Brassói Lapok és a Korunk munkatársa volt. 1940-től Budapesten, a Magyar Nemzetnél tevékenykedett. Részt vett a Vásárhelyi találkozón, a transzilvanizmus lelkes híve volt. Írásaiban mindig hangsúlyozta kettős, zsidó-magyar identitását. 1944-től származása miatt bujkálnia kellett, Budapest ostroma alatt tüdőbetegséget kapott, s ebbe halt bele. Egyszerű, friss, leginkább Francis Jammesra emlékeztető költészete korai halála miatt nem tudott kibontakozni. Ismertebb munkái: Vállvetve (elbeszélés, Nagyvárad, 1932); Töredelmes vallomás (versek, Nagyvárad, 1938).